# L'apprendista stregone (poema sinfonico)

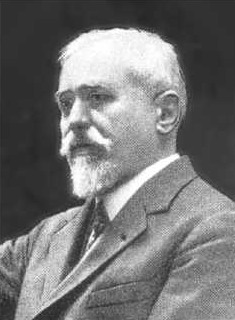
Paul Dukas

L'apprendista stregone (in francese L'apprenti sorcier), sottotitolato scherzo symphonique (scherzo sinfonico), è un poema sinfonico composto nel 1897 dal francese Paul Dukas.
Si tratta dell'opera più famosa e più eseguita di Dukas ed è la trasposizione in musica dell'omonima ballata di Wolfgang Goethe, L'apprendista stregone (Der Zauberlehrling), scritta esattamente cento anni prima.
Nel film di animazione Fantasia, prodotto da Walt Disney nel 1940, L'apprenti sorcier venne utilizzato come colonna sonora di un cortometraggio di Topolino e rese l'opera celebre al grande pubblico.

## Descrizione

### Premesse
Il poema sinfonico fa parte del più ampio genere (tipicamente Romantico) della musica a programma, ampiamente esplorato anche da compositori quali Claude Debussy, Franz Liszt, Jean Sibelius e Richard Strauss. A differenza di poemi sinfonici quali La Mer di Debussy o Finlandia di Sibelius, e similmente ad altri (quale, per esempio, I tiri burloni di Till Eulenspiegel, di Strauss), L'apprenti sorcier è esplicitamente descrittivo della storia narrata dalla ballata che l'ispirò, al punto che era e rimane uso comune pubblicare la ballata come parte integrante dello spartito.

### Struttura
Il poema sinfonico si avvale delle movenze dello scherzo, in tempo di 9/8, e delle armonie create a partire dalla scala esatonale (a toni interi) per suggerire un clima tenebroso e misterioso.
Il primo leitmotiv, in Fa minore dal carattere melodico, caratterizza lo stregone e aleggia periodicamente per tutto il brano.
Un secondo tema, che allude all'apprendista, è introdotto gradualmente per brevi incisi melodici e solo intorno alla metà della partitura, enunciato dal fagotto come un tema di fuga, esprime un andamento di goffa baldanza che lo rende riconoscibile in tutto il resto del brano.
La trama è molto semplice, ma profondamente istruttiva: un apprendista stregone, approfittando della temporanea assenza del suo maestro, compie un incantesimo in modo da non dover svolgere il lavoro che gli è stato ordinato. Ma a un certo punto la situazione gli sfugge di mano e, a causa dell'inesperienza, non riesce più ad annullare il sortilegio che ha messo in atto, al punto da venirne travolto. Per fortuna lo stregone ritorna e immediatamente riporta la situazione alla normalità, e quindi punisce con un colpo di scopa l'incauto apprendista.
Questa trama anche soprattutto grazie alla musica di Dukas è divenuta celebre, al punto che ancora oggi il modo di dire "apprendista stregone" indica una situazione (di un singolo individuo o di una intera comunità, addirittura di una nazione) iniziata con faciloneria e troppa sicurezza e poi precipitata in un futuro incerto e denso di incognite.

## Organico orchestrale
Ottavino, due flauti, due oboi, due clarinetti in Si bemolle, clarinetto basso, tre fagotti, controfagotto, quattro corni, due trombe in Do, due cornette, tre tromboni, glockenspiel, tre timpani, grancassa, piatti, triangolo, arpa e archi.